# Eospalax
Az Eospalax az emlősök (Mammalia) osztályának a rágcsálók (Rodentia) rendjébe, ezen belül a földikutyafélék (Spalacidae) családjába tartozó nem.

## Rendszerezés
A nembe az alábbi 3 faj tartozik:
- kínai zokor (Eospalax fontanierii) Milne-Edwards, 1867 - típusfaj
- Eospalax rothschildi Thomas, 1911
- Eospalax smithii Thomas, 1911